# Marc Anthony
Marc Anthony, pseudonimo di Marco Antonio Muñiz Rivera (New York, 16 settembre 1968), è un cantante e attore statunitense.

## Biografia

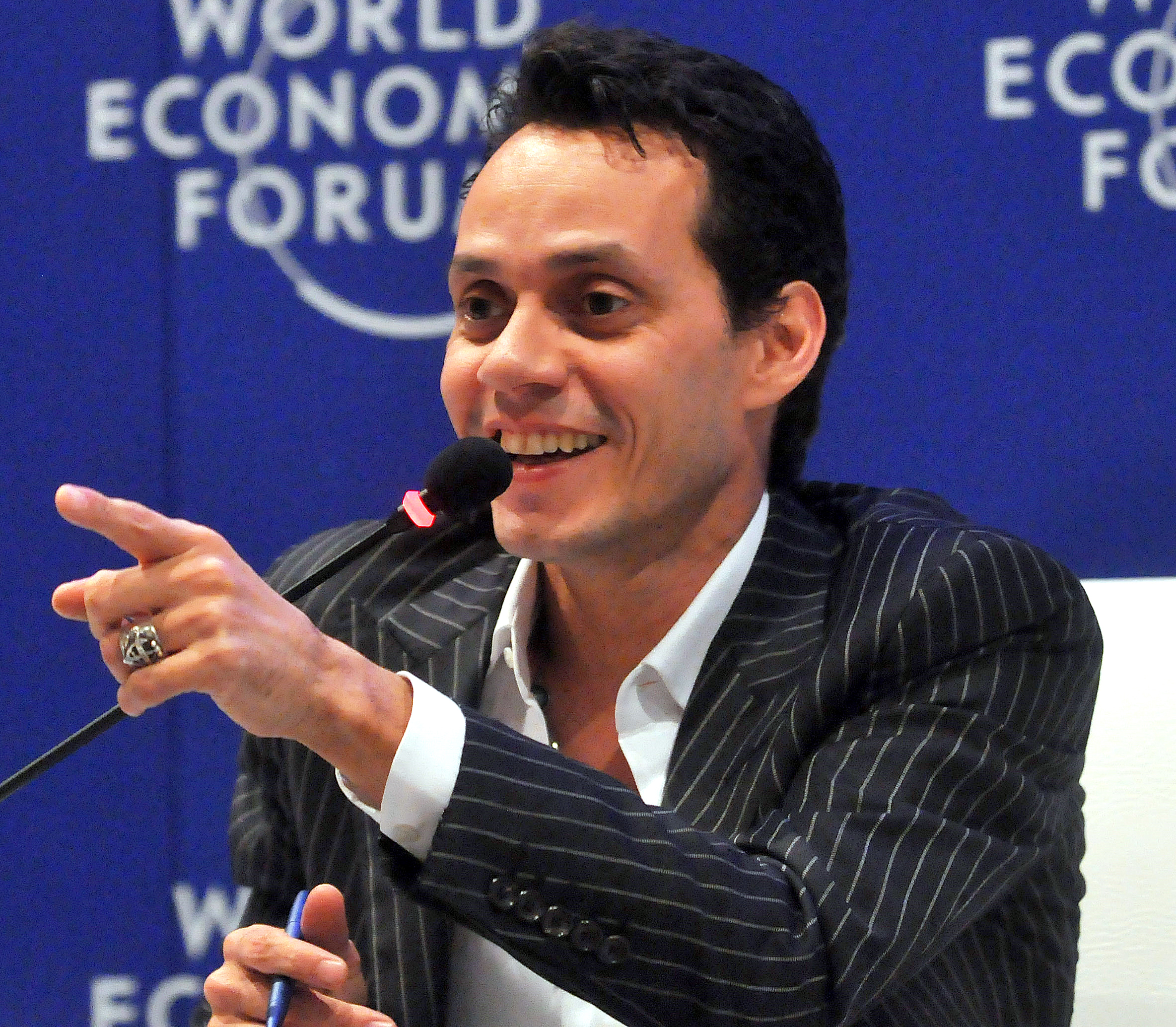
Marc Anthony nel 2010.

Nasce ad East Harlem, un quartiere di Manhattan (New York), il 16 settembre del 1968, figlio di Felipe e Guillermina Muñiz, ambedue immigrati portoricani originari di Yauco. Venne chiamato così in omaggio al cantante messicano Marco Antonio Muñiz, molto amato dal padre. Fin dall'infanzia, Anthony manifestò interesse per la musica e il canto, successivamente lavorò nei club di New York come corista cantando in inglese.
Nel 1991 ottenne un contratto con Atlantic Records, dopo essersi fatto notare nella band Latin Rascals. Nello stesso anno, anticipato dal singolo Ride on the rhythm, pubblicò il suo primo album When the night is over, che raggiunse la #1 della Billboard charts. Nel 1992 Marc venne contattato dal leggendario Tito Puente per cantare al Madison Square Garden durante un suo concerto: questa fu sicuramente una svolta nella sua carriera.
Il suo manager lo spinse a cantare in spagnolo. Dopo una breve indecisione, incise una versione salsa di Hasta que te conocí. Fu questa una decisione azzeccata che gli cambiò la vita, e nel 1993 inserì la canzone nel suo primo album cantato in spagnolo Otra nota, due volte disco di platino. Nel 1995 pubblicò l'album Todo a su tiempo, che gli valse la nomination ai Grammy Awards, anche grazie a canzoni come Yo te conozco bien e Nadie como ella. Nel 1996 recita del film Big Night di Stanley Tucci e Campbell Scott.
Con il successivo album Contra la corriente del 1997, arriva la consacrazione come cantante di salsa più venduto al mondo. Nel 1999 pubblica l'album omonimo Marc Anthony, quasi interamente pop cantato in inglese con la produzione di Estéfano, trainato dal singolo I need to know, che vende milioni di copie e fa aumentare la sua popolarità anche al di fuori del contesto della musica latina, lanciandolo sul mercato internazionale. Dímelo, la versione in spagnolo del successo I Need to Know gli vale una nomination nel 1999 e il secondo singolo, il successo internazionale You Sang to Me, un Grammy come migliore interpretazione pop nel 2000. Nel 2001 pubblica Libre, un disco di salsa in spagnolo; nel 2002 esce l'album Mended, stavolta in inglese, anticipato dal singolo I Need You (presente anche nella versione in lingua spagnola).
Marc Anthony si è anche distinto come attore, recitando a Broadway nel musical di Paul Simon The Capeman, nel film di Martin Scorsese Al di là della vita, in Hackers con Angelina Jolie e in altre pellicole. Ha partecipato alla colonna sonora del film La maschera di Zorro cantando assieme a Tina Arena il brano I want to spend my lifetime loving you, inciso anche in spagnolo con Ana Gabriel.
Definito "il re della salsa" da un giornale italiano, nel 2004 pubblica Amar sin mentiras, album pop in spagnolo, preceduto dal singolo Ahora quien. Il brano Escapémonos è cantato in duetto con la moglie Jennifer Lopez, sposata nel giugno dello stesso anno. Sempre nel 2004 esce Valió la pena praticamente la versione salsa dell'album Amar sin mentiras.
Nell'agosto del 2007 esce il film El Cantante, che lo vede protagonista insieme alla moglie Jennifer Lopez. Il film celebra la vita e la musica del famoso cantante portoricano Héctor Lavoe, che tra gli anni sessanta e settanta ha ridefinito il genere della musica latina e viene considerato da molti l'inventore della salsa. Nello stesso anno esce l'omonima colonna sonora, in cui Marc Anthony ripercorre alcune delle canzoni di Héctor Lavoe, accompagnato da musicisti professionisti tra cui alcuni membri dell'orchestra originale di Lavoe. Il film è uscito in Italia il 22 aprile 2011. Alcuni mesi dopo il divorzio Pitbull ha estratto come secondo singolo dal suo album Planet Pit Rain Over Me, brano interpretato in duetto con Anthony. In seguito i due lo hanno eseguito ai Latin Grammy Awards del 2011.

## Vita privata
Nel 1993 ha avuto una relazione di un anno con Debbie Rosado, agente di polizia portoricana, dalla quale ha avuto una figlia nel 1994: Arianna. I due hanno anche adottato un bambino: Chase.
Dal 2000 al 2004 Marc Anthony è stato sposato con la modella e attrice Dayanara Torres, dalla quale ha avuto due figli: Cristian e Ryan.
Nel 2008 Marc Anthony ha avuto due gemelli, Maximilian ed Emme, dalla seconda moglie Jennifer Lopez. Il 16 luglio 2011, dopo 7 anni di relazione, la coppia ha annunciato il divorzio consensuale tramite il settimanale americano People.
Nel 2014 al 2016 è stato sposato con la modella Shannon de Lima. Nel 2017 ha avuto una relazione con la modella italiana Raffaella Modugno. Nel 2022 si è sposato con la paraguaya Nadia Ferreira , Miss Paraguaydalla quale ha avuto un figlio a giugno 2023.

## Filmografia parziale

### Cinema
- Hackers (Hackers), regia di Iain Softley (1995)
- L'ora della violenza (The Substitute), regia di Robert Mandel (1996)
- Al di là della vita (Bringing Out the Dead), regia di Martin Scorsese (1999)
- Man on Fire - Il fuoco della vendetta (Man on Fire), regia di Tony Scott (2004)
- El Cantante, regia di Leon Ichaso (2006)
- Sognando a New York - In the Heights (In the Heights), regia di Jon M. Chu (2021)

### Televisione
- In the Time of the Butterflies, regia di Mariano Barroso – film TV (2001)

## Discografia

### Album in studio
- 1991 - When the Night Is Over
- 1993 - Otra nota
- 1995 - Todo a su tiempo
- 1997 - Contra la corriente
- 1999 - Marc Anthony
- 2001 - Libre
- 2002 - Mended
- 2004 - Amar sin mentiras
- 2004 - Valió La pena
- 2007 - El cantante - Soundtrack
- 2010 - Iconos
- 2013 - 3.0
- 2019 - Opus

### Raccolte
- 1998 - 12 exitos
- 2000 - Headliners
- 2003 - Exitos eternos
- 2006 - Sigo Siendo Yo - The Hits

### Collaborazioni
- 1994 - Vivir lo nuestro (La India feat. Marc Anthony)
- 1996 - Mejores que ella (La Mafia feat. Marc Anthony)
- 1998 - I Want to Spend My Lifetime Loving You (Tina Arena feat. Marc Anthony)
- 1999 - No me ames (Jennifer Lopez feat. Marc Anthony)
- 2001 - There You Were (Jessica Simpson feat. Marc Anthony)
- 2003 - Dance, Dance (The Mexican) (Thalía feat. Marc Anthony)
- 2008 - Por Arriesgarnos (Jennifer Lopez feat. Marc Anthony)
- 2009 - Recuérdame (La Quinta Estación feat. Marc Anthony)
- 2010 - Armada Latina (Cypress Hill feat. Marc Anthony & Pitbull)
- 2011 - Rain Over Me (Pitbull feat. Marc Anthony)
- 2013 - Para Celebrar (Salsa Giants)
- 2013 - Se Fuè (Laura Pausini feat. Marc Anthony)
- 2015 - La Gozadera (Gente De Zona Feat. Marc Anthony)
- 2015 - Yo Tambien (Romeo Santos Feat. Marc Anthony)
- 2016 - Traidora (Gente De Zona Feat. Marc Anthony)
- 2017 - Felices los 4 - salsa version (Maluma - X)

### Singoli
- 1988 - Rebel
- 1991 - Ride on the Rhythm
- 1993 - Hasta que te conocí
- 1993 - Palabras del alma
- 1993 - Si tú no te fueras
- 1995 - Te conozco bien
- 1995 - Se me sigue olvidando
- 1995 - Nadie como ella
- 1996 - Te amaré
- 1996 - Llegaste a mí
- 1996 - Así como hoy
- 1996 - Hasta ayer
- 1996 - Por amor se da todo
- 1997 - Vieja mesa
- 1997 - Y hubo alguien
- 1997 - Me voy a regalar
- 1998 - Si te vas
- 1998 - No me conoces
- 1998 - Contra la corriente
- 1999 - No sabes como duele
- 1999 - I Need to Know (Dímelo)
- 1999 - De la vuelta
- 2000 - You Sang to Me (Muy dentro de mí)
- 2000 - My Baby You
- 2000 - When I Dream at Night
- 2001 - Tragedy (Tragedia)
- 2001 - Celos
- 2002 - Hasta que vuelvas conmigo
- 2002 - Barco a la deriva
- 2002 - I Need You (Me haces falta)
- 2002 - I've Got You (Te tengo)
- 2002 - Viviendo
- 2003 - She Mends Me
- 2004 - Ahora quien
- 2004 - Valió la pena
- 2005 - Se esfuma tu amor
- 2005 - Amigo
- 2005 - Tu amor me hace bien
- 2006 - Volando entres tu brazos
- 2006 - Que precio tiene el cielo
- 2007 - Mi gente
- 2007 - Aguanile
- 2008 - El día de mi suerte
- 2010 - Y cómo es él
- 2013 - Vivir mi vida
- 2018 - Està Rico (con Will Smith e Bad Bunny)

## Doppiatori italiani
Nelle versioni in italiano delle opere in cui ha recitato, Marc Anthony è stato doppiato da:
- Fabio Boccanera in Al di là della vita, Man on Fire - Il fuoco della vendetta
- Danilo De Girolamo in L'ora della violenza
- Andrea Lavagnino in El cantante
- Roberto Gammino in Sognando a New York - In the Heights